# NGC 5461
NGC 5461 — часть галактики в созвездии Большая Медведица.
Этот объект входит в число перечисленных в оригинальной редакции «Нового общего каталога».